# رم‌تاون (نیوجرسی)
رم‌تاون (به انگلیسی: Ramtown) یک منطقهٔ مسکونی در ایالات متحده آمریکا است که در هاوول، نیوجرسی واقع شده‌است. رم‌تاون ۵٫۷۰۷ کیلومتر مربع مساحت و ۶٬۲۴۲ نفر جمعیت دارد و ۱۸ متر بالاتر از سطح دریا واقع شده‌است.